# Yokel Hero
«Yokel Hero» (укр. «Герой селюків») — чотирнадцята серія тридцять другого сезону мультсеріалу «Сімпсони», прем'єра якої відбулась 7 березня 2021 року у США на телеканалі «Fox».

## Сюжет
Після дня народження у таверні Мо Гомер змушений залишити ключі від авто Мо і повернутися додому пішки. Дорогою п'яний Гомер співає, за що поліцейський забирає його до в'язниці: його музичний номер становив небезпеку для міста.
Гомера посадили у камеру з Клітусом. Той під гітару співає йому пісню, про сім'ю, яка змушує Гомера задуматися. Коли він приходить додому, він дає обіцянку стати «ідеальним» з кількома успішними першими кроками до цього.
Вранці Гомер пригадує, що сталося вчора ввечері. Він приводить Сімпсонів на ферму Клітуса, щоб показати їм людину, яка показала йому нове життя. Гомер пропонує Спаклеру стати його менеджером.
Клітус починає співати та грати на гітарі в барах, а потім стає настільки популярним, що з'являється на телешоу та в журналах. Однак під час польоту він звільняє Гомера, щоб замінити його професіоналом.
Клетус підписує контракт зі спритним менеджером, після чого Гомер втрачає бажання залишатися тим, ким він став — ідеальним сім'янином. Однак, Мардж і Брендін переконують Гомера повернути Клітуса до коренів і родини.
Гомер і Мардж відвідують Клітуса, щоб вмовити його, але той відмовляється. Однак, приходить Брендін з усіма їхніми дітьми, які переконують його.
У фінальній сцені спритний намагається вмовити нового потенційного клієнта, але безрезультатно.

## Виробництво
Серія мала вийти 28 лютого 2021 року, «Wad Goals» — 21 лютого, а «Diary Queen» — 14 лютого. Однак, через затримку і запізнення перегонів «Daytona 500» 14 лютого, епізоди було пересунено на тиждень.

## Цікаві факти та культурні відсилання
- Пісня, яку співає Гомер на початку — пародія на пісню «Співаючи під дощем» з однойменного мюзиклу[6].
- Клітус згадує 3 версії фільма «Народження зірки» (1954, 1976 і 2018 років), а також фільми «Обличчя у натовпі» (англ. «A Face in the Crowd») Еліа Казана і «Скільки коштує Голлівуд?» 1932 року[6].
- Гомер згадує, що вже був менеджером кантрі-співака, але не згадує ім'я. Гомер був менеджером Лурлін Лампкін у серіях «Colonel Homer» 3 сезону і «Papa Don't Leech» 19 сезону[6].

## Ставлення критиків і глядачів
Під час прем'єри серію переглянули 1,38 млн осіб з рейтингом 0.5, що зробило її найпопулярнішим шоу на каналі «Fox» тієї ночі.
Тоні Сокол з «Den of Geek» дав серії чотири з п'яти зірок, сказавши:
|  | «Сімпсони» пропонують надзвичайно тонкий погляд на кілька затертих тем. Ми знали, що «Yokel Hero» прийде до визначеного кінця, тому що Клітус є регулярним персонажем серіалу і назавжди застряг у своїй місцевій ролі… Однак, кінцеві результати — унікальні… Це оригінальний персонаж. Хоча це роль, яку він грав раніше, він нічого з неї не навчився. Це робить епізод свіжим. Гомер продовжує триматися емоційної чистоти, яка пов'язувала його з посланням і музичним менеджером. Остання порада Клітуса [Гомерові] — «Те, що відбувається у в'язниці, залишається у в'язниці, якщо ви не втечете з в’язниці», — це класична комедія здорового глузду. |

Водночас, Джессі Берета із сайту «Bubbleblabber» оцінив серію на 6,5/10, сказавши:
|  | …Це був не найкращий приклад того, яких нових сюжетів ми можемо чекати. Натомість це було кращим відображенням менш бажаних історій, у які серіал потрапив у важкі роки. Неоригінальний сюжет, який спотворює безперервність серіалу. Додайте непотрібне дослідження персонажів, і ця серія не запропонує нічого, окрім поверхневого гумору. |

Згідно з голосуванням на сайті The NoHomers Club більшість фанатів оцінили серію на 1/5 із середньою оцінкою 1,57/5.